# Vodní nádrž

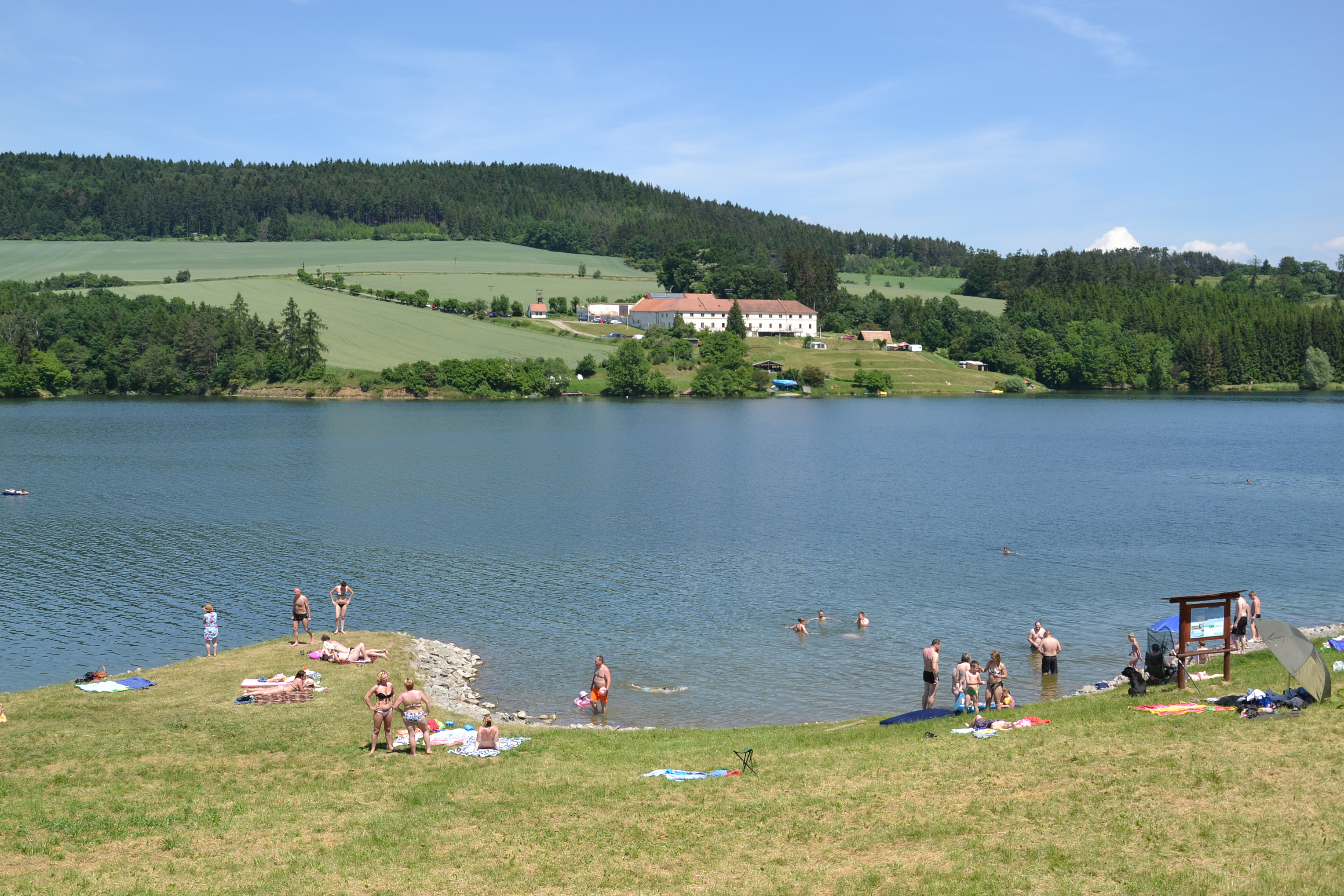
Vodní nádrž Letovice

Vodní nádrž nebo nádrž je přírodní nebo uměle upravený prostor, ve kterém se hromadí voda.
Vodní nádrže slouží k zachycování a akumulaci vody pro různé účely.
Umělá nádrž je vodohospodářská stavba k dlouhodobějšímu zadržení vody, například rybník, rybniční soustava. Přírodní nádrž vzniká přírodními poměry v krajině jako přírodní jezero. Jezerem je označeno v mnoha případech i tzv. umělé jezero vzniklé výstavbou hráze nebo přehrady na vodním toku. Vodní nádrže plní obecně funkci přirozeného nebo dočasného zadržení, retence vody v krajině.
Umělá vodní nádrž odpovídá definici vodního díla podle českého vodního zákona, podle kterého náleží mezi stavby sloužící ke vzdouvání a zadržování vod, umělému usměrňování odtokového režimu povrchových vod, k ochraně a užívání vod, k nakládání s vodami, ochraně před škodlivými účinky vod, k úpravě vodních poměrů nebo k jiným účelům sledovaným zákonem o vodách.
V případě pochybností, co je a není vodním dílem, rozhoduje příslušný vodoprávní úřad, kterými jsou většinou odbory životního prostředí a zemědělství státní správy.

## Funkce vodních nádrží
Podle funkce lze nádrže rozdělit na:
- zásobní - zajišťují odběr vody nebo vyrovnávají průtok vody ve vodním toku a
- ochranné - snižují povodňové průtoky[2]

Zásobní funkce slouží pro různé účely: pitná voda (vodárenské nádrže), závlahová, technologická, protipožární (jedná se obvykle o malé nádrže v menších obcích resp. ve vesnicích). Ochranou funkci plní nadlepšování průtoků – zadrženou vodu je možno v sušších období vypouštět a zachovávat tak níže po toku minimální průtok a ochrana před povodňovými průtoky - v nádrži se transformuje povodňová vlna (transformovaný objem proteče nižšími průtoky za delší časový úsek). Vodní nádrže dále slouží jako zdroj elektrické energie z vodních elektráren, lodní dopravě – vzdutí nádrže a nadlepšené průtoky níže po toku přispívají ke splavnění, rekreaci, rybochovu. Vodní nádrže bývají víceúčelové, s různou kombinací funkcí. Vodní nádrže jsou také prvek zahradní architektury používaný v sadovnické tvorbě.

## Členění nádrže
Vlastní prostor nádrže je rozčleněn na (popsáno postupně ode dna):
- prostor stálého nadržení
- akumulační (zásobní) prostor – v období s vyššími průtoky (v ČR na jaře) se v něm hromadí požadovaná zásoba vody, která se v dalším období postupně využívá. Požadované množství může být různé podle období (zimní a letní režim). Zásobní prostor lze před povodní prázdnit jen tehdy, bude-li ho možno během povodně opět naplnit na minimální hladinu zásobního prostoru – rozhoduje se na základě předpovědi.
- retenční (ochranný) prostor – plní se jen za povodňových stavů
  - ovladatelný – mezi hladinou zásobního prostoru a přelivnou hranou
  - neovladatelný – určen výškou přepadu přes přelivnou hranu

Akumulační součinitel vodní nádrže se určí jako poměr objemu zásobního prostoru nádrže a dlouhodobého průměrného ročního odtoku v přehradním profilu.

## Malé vodní nádrže
Za malé vodní nádrže jsou podle české normy ČSN 75 2410 považovány nádrže s akumulačním objemem menším než 2 mil. m³, které jsou zároveň hluboké nejvýš 9 m.
Rozdělení malých vodních nádrží dle účelu:
závlahové, rybochovné, retenční, rekreační, dočišťovací, požární, krajinotvorné aj.
Rozdělení způsobu přivádění vody:
- průtočné
- neprůtočné – obtokové, boční, hrázové

## Vodní nádrže v Česku
Většina českých vodních nádrží je víceúčelová, základní funkcí je zpravidla akumulace vody. Vodní nádrže se sdružují do soustav, nejvýznamnější českou soustavou je Vltavská kaskáda. Specifickým typem vodních nádrží v Česku a některých okolních státech jsou klausy, které při vypuštění umožňovaly plavení dřeva z horských oblastí.